# 光商会 (鳥取県)
光商会（ひかりしょうかい）は、鳥取県鳥取市に本社を置く株式会社で、ENEOSの系列販売店であり、鳥取市を中心にガソリンスタンドなどを運営している。
子会社に「株式会社 光ベンディング」があり、同社では自動販売機のオペレーションを行っている。

## 鳥取県内でENEOSの系列販売店を運営する企業
- ウミライ[2](旧・日本石油系。旧・株式会社堀田石油店。堀田本社所在地・境港市。松江本社所在地・松江市。光商会は鳥取県東部が営業基盤で、堀田石油は鳥取県西部が営業基盤である。)
- 日ノ丸産業[3](旧・三菱石油系。本社所在地・鳥取市。)
- ジョモネット山陰[4](旧・ジャパンエナジー系。本社所在地・米子市。)
- トリベイ[5]（旧・エッソ系。本社所在地・鳥取市吉方温泉。）